# Santa Marta de Tormes
Santa Marta de Tormes is een gemeente in de Spaanse provincie Salamanca in de regio Castilië en León met een oppervlakte van 10,01 km². Santa Marta de Tormes telt 14.939 inwoners (1 januari 2016).

## Demografische ontwikkeling
Bron: INE; 1857-2011: volkstellingen